# Bernadets-Debat
Bernadets-Debat é uma comuna francesa na região administrativa de Occitânia, no departamento dos Altos Pirenéus. Estende-se por uma área de 8,77 km², Em 2010 a comuna tinha 114 habitantes (densidade: 13 hab./km²)..